# Тьєльмес
Тьєльмес (ісп. Tielmes) — муніципалітет в Іспанії, у складі автономної спільноти Мадрид. Населення — 2581 особа (2010).
Муніципалітет розташований на відстані близько 38 км на південний схід від Мадрида.
На території муніципалітету розташовані такі населені пункти: (дані про населення за 2010 рік)
- Тьєльмес: 2581 особа
- Ла-Вега: 0 осіб

## Демографія
Динаміка населення (INE ):

## Галерея зображень

Розташування муніципалітету у автономній спільноті Мадрид